# 禄是遒
禄是遒（Henri Doré，1859年4月4日—1931年12月4日）又譯亨利·多雷，生於法國，是一位法國傳教士，曾就讀於勒芒神学院，在蘇格蘭加入耶穌會。1884年來到中國傳教，並研究中國當地的風俗，收集中國各地的年畫。他的著作有《中國迷信研究》（《中国民间信仰研究》）。1931年在上海徐家匯去世。